# Family Album, U.S.A.
Family Album, U.S.A. é um Curso de Inglês completo e gratuito no YouTube baseado no livro escrito por James Kelty em 1991 que tornou-se uma série de TV . O material áudio-visual para ensino da língua inglesa, está disponível no YouTube e tem como pano de fundo o cotidiano de uma família americana. Foi lançado pela MacMillan Publishers. A série foi dirigida por Jo Anne Sedwick e Merrill M. Mazuer e produzida por Alvin Cooperman.

## Resumo do Enredo
O enredo gira em torno da vida dos membros da família Stewart em Nova Iorque. Richard Stewart é um fotógrafo profissional que decide fazer um álbum de fotografias  sobre os Estados Unidos, intitulado "Family Album, USA".

## Elenco
- Steven Culp no papel de Richard Stewart
- Amy Van Nostrand no papel de Marilyn Stewart
- Robert Donley no papel de Malcolm Stewart
- Ray Dash no papel de Dr. Philip Stewart
- Lucy Martin no papel de Ellen Stewart
- Adam Biesk no papel de Robbie Stewart
- Susan Bigelow no papel de Susan Stewart
- Mark Zimmerman no papel de Harry Bennet
- Jenna Von Oy no papel de Michelle Bennet
- Petronia Paley no papel de Molly Baker
- Kathryn Marcopulos no papel de Alexandra Pappas

## Episódios
O curso contou com 26 episódios, com cada um apresentando um curto resumo e uma pergunta aberta sobre o possível fechamento do episódio, concluindo com uma abordagem instrutiva sobre aspectos da língua inglesa. Casa episódio foi separado em três atos. 
Títulos dos episódios:
1. 46 Linden Street
2. The Blind Date
3. Grandpa's Trunk
4. A Piece of Cake
5. The Right Magic
6. Thanksgiving
7. Man's Best Friend
8. You're Going to Be Fine
9. It's Up to You
10. Smell the Flowers
11. A Place of Our Own
12. You're Tops
13. A Real Stewart
14. Playing Games
15. Second Honeymoon
16. Full of Surprise
17. Photo Finish
18. Making a Difference
19. I Do
20. Quality Time
21. A Big Fish in a Little Pond
22. Career Choices
23. The Community Center
24. Parting Friends
25. Country Music
26. Opening Night